# Tra due mondi (film 1944)
Tra due mondi (Between Two Worlds) è un film del 1944, diretto da Edward A. Blatt.
La sceneggiatura si basa sul lavoro teatrale Outward Bound di Sutton Vane, andato in scena a Londra il 17 settembre 1923.

## Trama
Londra, seconda guerra mondiale. Ann sta cercando il marito Henry, profugo austriaco, e durante un bombardamento aereo è testimone della morte di un gruppo di persone all'interno di un bus. Tornata a casa sconvolta trova il marito che ha aperto il gas con l'intenzione di suicidarsi ma riesce a dissuaderlo.
All'improvviso la coppia si ritrova su di un battello circondato dalla nebbia, gli altri passeggeri sono le persone che Ann aveva visto all'interno del bus e capisce che sono tutti morti ma lo steward Scrubby le chiede di mantenere il segreto.
La coppia è ben felice di essere riunita ma fatica a mantenere il silenzio visti i buoni rapporti che si instaurano con gli altri passeggeri. Ben presto la verità viene a galla e Scrubby li informa che una persona li dovrà giudicare e consegnarli al destino eterno nel paradiso o nell'inferno. Questa persona è il reverendo Thompson.
Quando arriva il loro turno Henry ed Ann scoprono che dovranno separarsi dato che lui ha tentato il suicidio e non si merita il paradiso come Ann che deve invece partire subito con il reverendo. Nonostante l'intervento di Scrubby il reverendo è irremovibile.
Girovagando sconsolato sulla nave Henry sente il rumore di vetri infranti: è il vetro della finestra del suo appartamento andato in frantumi a seguito di una esplosione. Nella piccola stanza entra dunque aria fresca che sveglia Henry il quale riesce a far riprendere conoscenza anche ad Ann con la quale pensa già ad un nuovo inizio.

## Produzione
Il film venne prodotto dalla Warner Bros.

## Distribuzione
Il copyright del film, richiesto dalla Warner Bros. Pictures, Inc., fu registrato il 20 maggio 1944 con il numero LP12650.
Distribuito dalla Warner Bros., uscì nelle sale USA il 20 maggio 1944.